# Albiruni
Abu Raiane Maomé ibne Amade Albiruni, dito simplesmente Albiruni (em persa: ابوریحان محمد بن احمد بیرونی; romaniz.: Abū Rayḥān Muḥammad ibn Aḥmad al-Bīrūnī; Cate, Corásmia, 15 de setembro de 973 — Gásni, 13 de dezembro de 1048) foi um polímata persa. Era muito conhecido pelos muçulmanos, mas ao contrário da maioria de seus contemporâneos, o nome de Albiruni era também conhecido no Ocidente. Foi contemporâneo de ibne Sīnā (Avicena), com quem manteve correspondência.
Ele foi um cientista, físico, antropólogo, psicólogo, astrônomo, astrólogo, químico, historiador, geógrafo,[a] geólogo, matemático, farmacêutico, filósofo, teólogo, professor, viajante e fez grandes contribuições em diversas outras áreas. É apontado por alguns autores como "pai da indologia", "pai da religião comparada", "pai da geodésia moderna" e primeiro antropologista.

## Biografia
Albiruni nasceu em Cate, atual Beruni, no Uzbequistão, situada na margem direita do rio Amu Dária poucos quilómetros a norte de Urguenche, que era a capital da dinastia afríguida que governava a Corásmia (Khwarezm). Provavelmente era de uma família modesta e foi educado em Cate, tendo sido colega do famoso astrônomo, matemático e príncipe afríguida Abonácer Almançor. É considerado um polímata, pois tinha domínio em várias áreas distintas.
Aos 17 anos começou a se envolver em pesquisas científicas, quando determinou a latitude de Cate após observar a altura máxima do Sol. Com 22 anos já tinha escrito várias obras curtas, assim como havia estudado uma grande variedade de projeções de mapas. Em 997, combinou-se com seu amigo e astrônomo Abul-Uafa, e juntos observaram um eclipse lunar (Albiruni em Cate e Uafa em Baguedade). Comparando os horários das observações, foi possível a eles calcular a diferença de longitude entre as duas cidades.
Em 1017 foi obrigado a seguir para Gásni junto com o emir gasnévida Mamude, após este invadir a corte onde Albiruni morava. Lá Albiruni passou por dificuldades, não sendo tratado de forma adequada por Mamude, apesar de ganhar um pequeno financiamento para suas pesquisas. Apesar de ser uma espécie de prisioneiro, Albiruni podia acompanhar o regente nas suas expedições militares até à Índia, fato que lhe rendeu muitas experiências. Foi lá que escreveu uma de suas maiores e mais conhecidas obras, intitulada Índia.
Após Mamude falecer e ser sucedido por seu filho, Maçude I, Albiruni começou a ganhar atenção e um tratamento mais cortês, ganhando a liberdade para viajar pra onde bem entendesse. Mesmo depois de uma idade avançada, Albiruni continuou produzindo avidamente suas obras. Faleceu em 13 de dezembro de 1048 em Gásni.

## Obras
Estima-se que Albiruni tenha escrito 146 títulos, totalizando cerca de 13 mil folhas. Esses títulos falavam de praticamente todas as áreas do conhecimento da época. Muitos dos seus estudos eram feitos a partir da língua original de textos a que Albiruni tinha acesso.
Índia
Escreveu sobre a Índia durante as vezes que visitou-a. Ela era um ensaio completo sobre a vida no país, descrevendo a religião, filosofia, o sistema de casta, costumes matrimoniais; além das áreas das ciências, como astronomia indígena, astrologia, calendário, geografia, escrita, números, medicina, entre outros assuntos.
Matemática
Fez estudos matemáticos, onde introduz a ideia do que hoje conhecemos como coordenadas polares.
Livro de Instruções nos Elementos da Arte e Astrologia
É um dos poucos livros de Albiruni traduzidos para o inglês, onde ele apresenta trabalhos sobre matemática e astronomia.